# Sport athlétique Gazinet-Cestas
Le Sport athlétique Gazinet-Cestas est une association sportive omnisports basée à Cestas, dans la banlieue sud-ouest de Bordeaux.
Le club tire son nom du quartier de « Gazinet », situé au nord de la commune. 

## Sections
Le SAG Cestas compte les sections sportives suivantes :
- Athlétisme
- Basket-ball
- Canoë-kayak
- Course d'orientation
- Escalade
- Football
- Handball
- Judo, ju-jitsu
- Karaté
- Kayak-polo
- Kendo, chanbara
- Patinage artistique sur roulettes
- Plongée
- Randonnée pédestre
- Rink hockey : voir Sport athlétique Gazinet-Cestas (rink hockey)
- Triathlon
- Tennis de table : voir Sport athlétique Gazinet-Cestas (tennis de table)
- Tir à l'arc
- Cyclisme

Dans ce club omnisports,  deux sections sportives, ring-hockey et tennis de table, ont notamment évolué au plus haut niveau national sur plusieurs saisons,,.